# Walbaum (Schriftart)

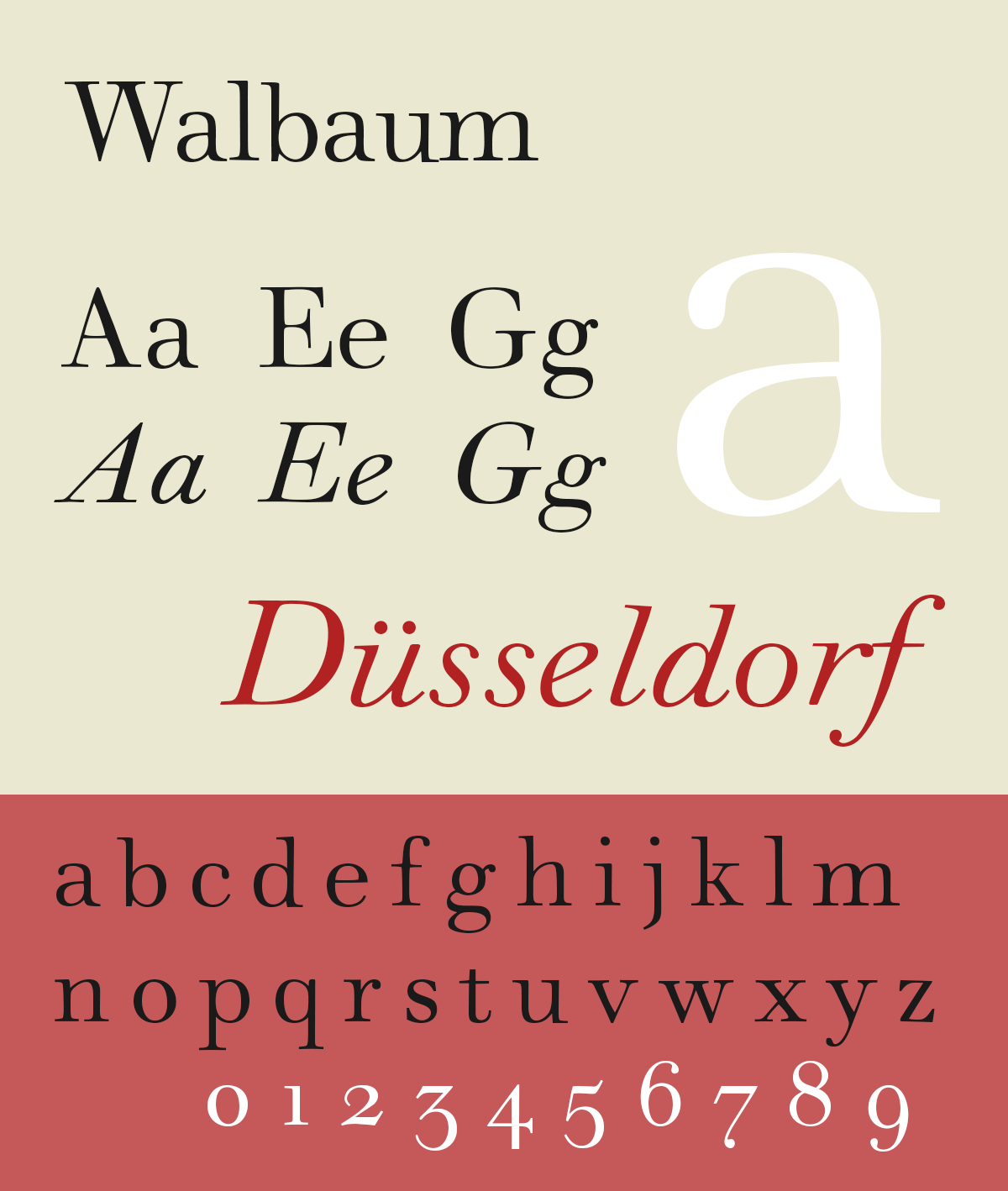
Schriftbeispiel für Walbaum-Fraktur und Walbaum-Antiqua

Walbaum ist eine Schriftart, die von Justus Erich Walbaum entwickelt wurde und neben der Bodoni und der Didot als eine der bedeutendsten Klassizistischen Antiquaschriftarten gilt. Im Vergleich zu diesen ist sie jedoch als Textschrift besser lesbar und weist einige Besonderheiten auf, wie beispielsweise die fehlende Grundserife des kleinen ‚b‘.
Sie lässt sich als breitlaufend, klassisch, offen, elegant, herrschaftlich, großzügig, seriös und leicht „quadratisch“ wirkend beschreiben. Von allen klassizistischen Antiquaschriftarten gilt sie als die „humanste“. Während die Bodoni und die Didot als die authentischsten Ausdrucksformen der Ära der Französischen Revolution bekannt sind, wird die Walbaum eher als deutsche Interpretation des Klassizismus angesehen. Zeitungen verleiht sie Autorität und Glaubwürdigkeit. Insbesondere die Walbaum-Antiqua und die Walbaum-Kursive sind Beispiele für die Stellung Walbaums in der Geschichte der Typografie in Deutschland. Um 1800 entwarf Walbaum zudem die Walbaum-Fraktur.

## Verwendung
Die Berliner Zeitung verwendet die Walbaum als Font für Überschriften, die Berner Zeitung Der Bund als Grundschrift.

## Belege
1. ↑  Justus Erich Walbaum und die Walbaum auf uni-leipzig.de, abgerufen am 16. November 2013.
2. ↑  Horst-Rüdiger Jarck, Günter Scheel (Hrsg.): Braunschweigisches Biographisches Lexikon. 19. und 20. Jahrhundert. hrsg. im Auftrag der Braunschweigischen Landschaft e. V. Hahnsche Buchhandlung, Hannover 1996, ISBN 3-7752-5838-8, S. 639.
3. ↑  Martin Z. Schröder (20. Mai 2005): Kühn, streng und elegant (Memento vom 10. Juni 2015 im Internet Archive) auf druckerey.de, abgerufen am 16. November 2013. (PDF; 70 kB)